# Lactarius louisii
Lactarius louisii é um fungo que pertence ao gênero de cogumelos Lactarius na ordem Russulales. Encontrado na América do Norte, foi descrito cientificamente por Homola em 1976.